# UVM-Lizenz für freie Inhalte
Die UVM-Lizenz für freie Inhalte ist eine vom Institut für Rechtsfragen der Freien und Open Source Software (ifrOSS) im Auftrag des Kompetenznetzwerks Universitätsverbund Multimedia (UVM) in Nordrhein-Westfalen erstellte Open-Content-Lizenz, die speziell auf das deutsche und europäische Urheberrecht und Vertragsrecht abgestimmt ist. Daneben gibt es weitere Lizenzen, die die Nutzung eines Werkes unter bestimmten Bedingungen gestatten.

## Hintergrund
Die „Lizenz für Freie Inhalte“ wurde zum Abschluss von Lizenzverträgen für jedermann entwickelt. Die Inanspruchnahme der Rechte aus dieser Lizenz ist verbunden mit einem konkludenten Einverständnis.
Rechte und Pflichten im Überblick:
- Recht auf Vervielfältigung, Verbreitung und Veränderung des Werks. Dem Nutzer werden dadurch umfassende Rechte an dem Werk übertragen.
- Verpflichtung zur Nennung der Urheber und Inhaber der ausschließlichen Nutzungsrechte bei einer unveränderten Weitergabe an Dritte.
- Verpflichtung bei einer veränderten Nutzung die Urheber und Inhaber der Nutzungsrechte der vorherigen Version nicht zu nennen, da diese nicht mit veränderten Inhalten in Verbindung gebracht werden dürfen, die sie nicht kennen.
- Verpflichtung die durch den Vertrag übertragenen Urheberrechte nach der Bearbeitung auf die veränderte Version des Werks zu übertragen und diese nach den Bestimmungen der Lizenz jedermann zur Verfügung zu stellen.

Diese Vorgehensweise wird auch als Copyleft bezeichnet. Ein solches Verfahren wurde auch bei der erfolgreichen Entwicklung des Betriebssystems GNU/Linux angewandt.
Des Weiteren muss der Lizenztext dem Werk beigelegt werden, um den Anwendern die Informationen über ihre Nutzungsrechte zu geben. Hinweise zu den Werken, die auf den Geltungsbereich der Lizenz verweisen müssen unverändert bleiben.
Die UVM-Lizenzen sind eine Alternative zur GNU-Lizenz für freie Dokumentation und den verschiedenen Creative-Commons-Lizenzen, die sich am US-amerikanischen Urheberrecht orientieren. Sie wurden im deutschsprachigen Raum bereits vor den Creative Commons Lizenzen (im Jahr 2004) unter anderem für freie Musik und freie Kunst eingesetzt, wobei hier speziell die Lizenz für freie Inhalte im Sinne von Neppstar zum Tragen kommt.
Im Gegensatz zu vielen anderen freien Lizenzen, bei denen dieser Punkt schlichtweg vergessen wurde, erlaubt die Lizenz für freie Inhalte (sowohl in der Originalfassung, als auch in der Interpretation von Neppstar) das Senderecht in Rundfunk und Fernsehen und die öffentliche Wiedergabe des Werkes.

## UVM-Lizenzen
Mit der UVM-Lizenz für freie Inhalte wurde das Lizenzmodell der Freien oder Open Source Software weiterentwickelt und auf andere Bereiche, beispielsweise Bilder, Datenbanken und Texte, ausgedehnt. Bei der Nutzung bisheriger Lizenzen teilweise zu bemängelnde juristische Probleme konnten durch die Entwicklung der neuen Lizenz weitestgehend ausgeräumt werden. Neben der Lizenz für Freie Inhalte bietet der ifross weitere Lizenzen für die Entwicklung und Verbreitung von Inhalten an.
Diese Lizenzen wurden in erster Linie für die Verbreitung von Inhalten entwickelt, die an den Hochschulen in Nordrhein-Westfalen entstehen.
- Lizenz für die freie Nutzung unveränderter Inhalte Version 1.0, Mai 2003[4]
- Lizenz für die nichtkommerzielle Nutzung von Inhalten an Schulen und Hochschulen Version 1.0, Oktober 2003[5]
- Lizenz für die Nutzung von Inhalten in bestimmten Nutzerkreisen Version 1.0, Mai 2003[6]